# Wallwitzhafen

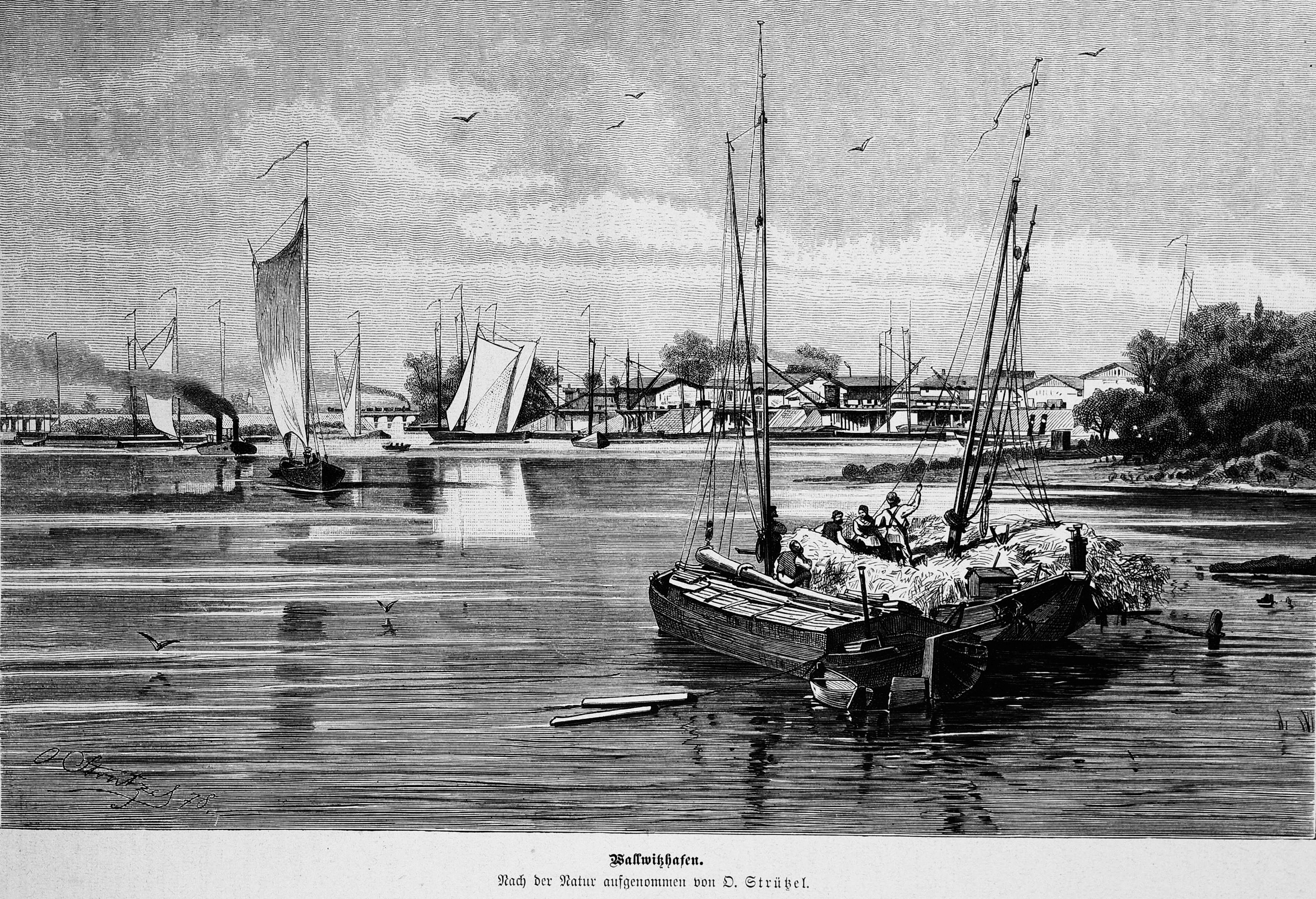
Wallwitzhafen in Die Gartenlaube 1880

Der Wallwitzhafen war ein Elbhafen in Dessau. Er wurde zwischen 1848 und 1978 genutzt.

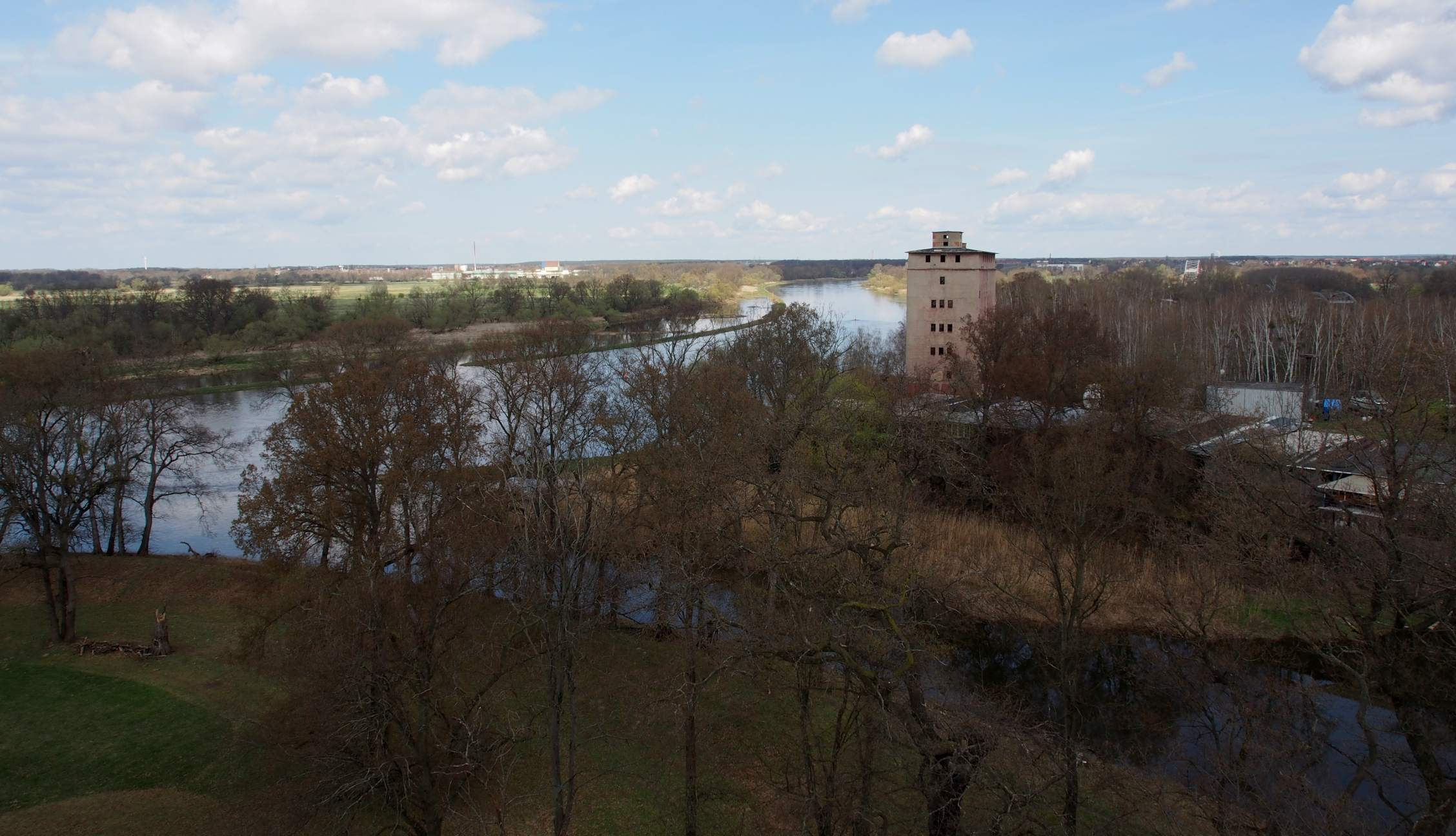
Wallwitzhafen zwischen Elbe und Peisker, von der Wallwitzburg gesehen

Er befindet sich am linken Elbufer, unterhalb der Mündung der Mulde, zwischen deren Altarmen Fährsee und Peisker.
Nachdem dort am Moderberg schon im Mittelalter ein Stapelplatz und ein Fährübergang bestanden hatten, gewann der Ort mit dem Bau der Anhalter Bahn stark an Bedeutung. Ab 1857 wurde das Sumpfland hochwassersicher aufgeschüttet. 1934 wurde das Getreidesilo gebaut, dessen Ruine weithin sichtbar ist. 
Anfangs betrieb die Eisenbahngesellschaft den Hafen, vor allem zur Verschiffung von Braunkohle aus dem Bitterfelder Bergbaurevier. 1861 eröffnete sie den Personenbahnhof Dessau Wallwitzhafen. Die angesiedelten Fuhrunternehmer errichteten weitere Lagerhäuser und Abfertigungseinrichtungen, sie fusionierten 1896 zum Speditions-Verein Mittelelbische Hafen- und Lagerhaus-Aktien-Gesellschaft. In der DDR wurde der Hafen vom VEB Binnenhäfen Halle verwaltet.

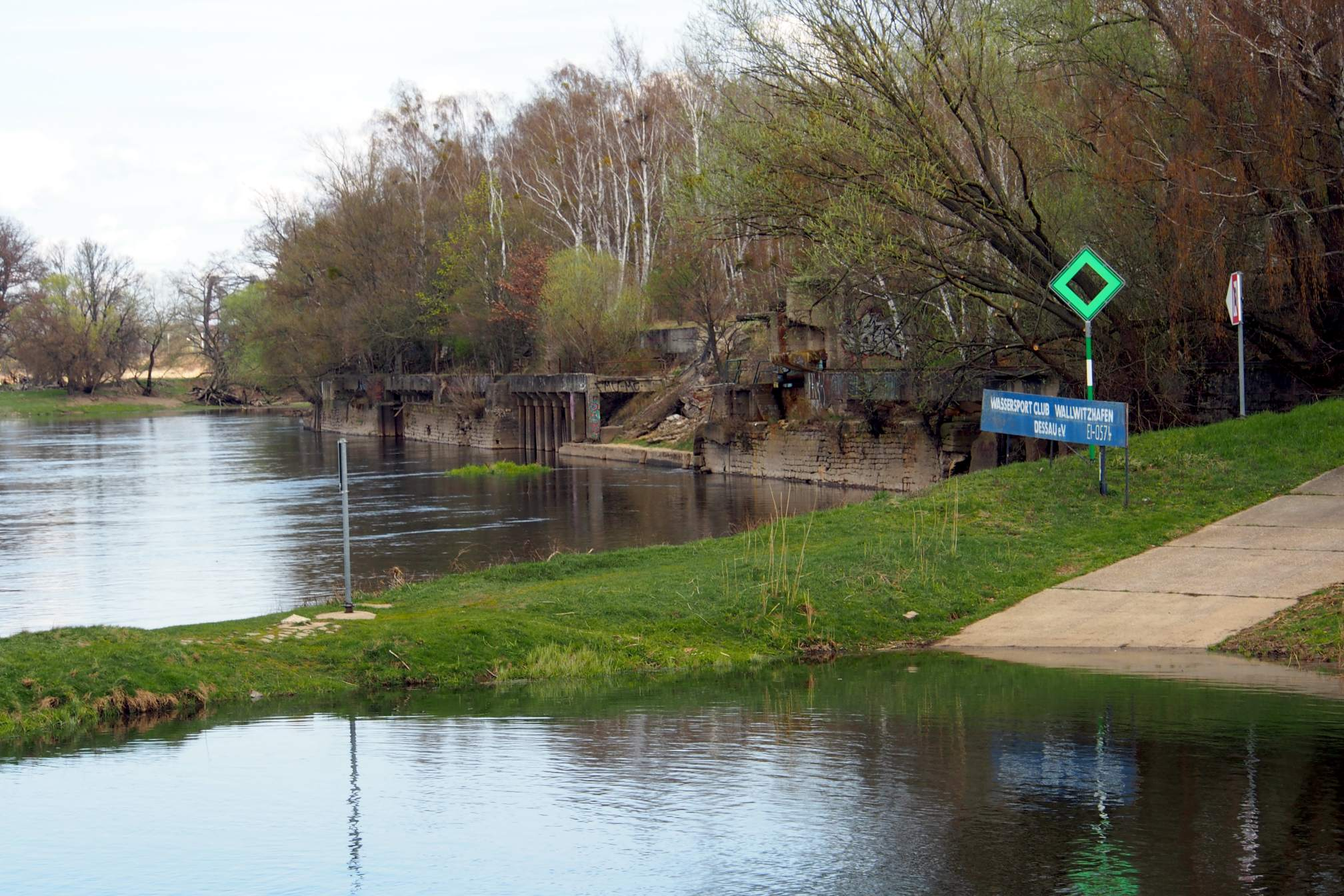
Kaimauer an der Elbe
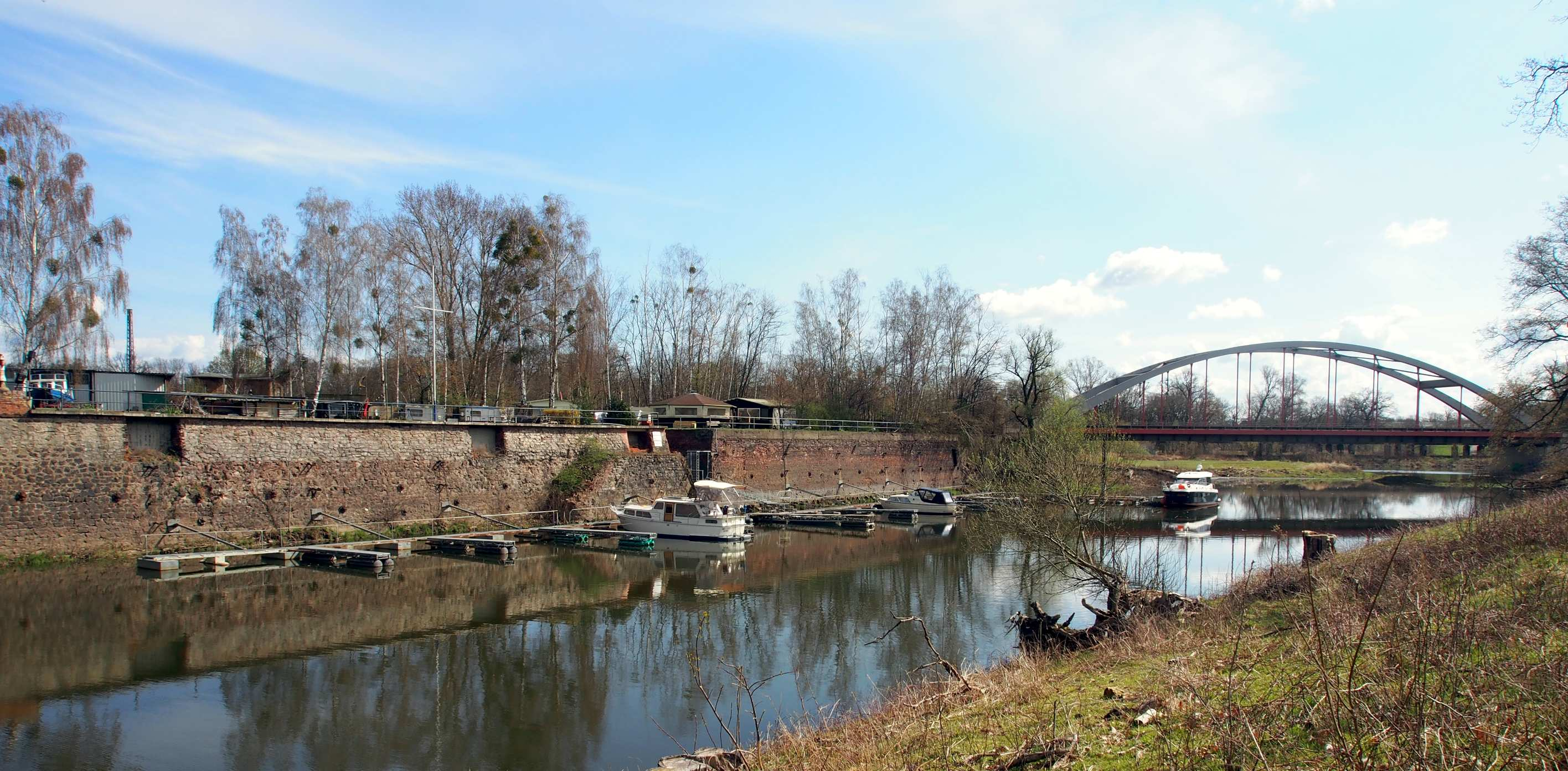
Kaimauer und Marina am Peisker
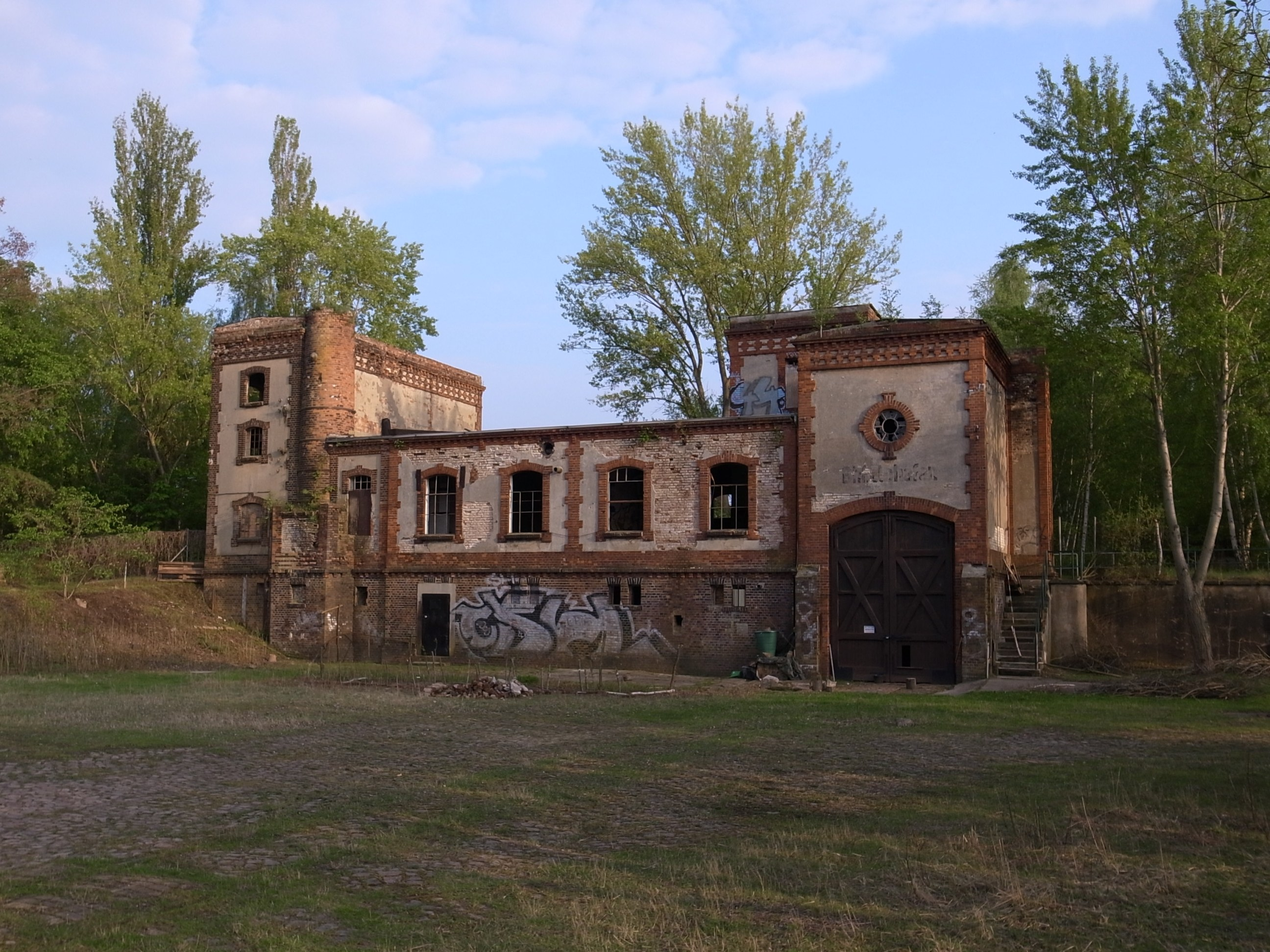
Waggon-Hebewerk (Denkmal)

Ab 1965 wurde der Umschlag in den Roßlauer Hafen verlagert. Seit 1984 wird das Areal für Motorbootsport genutzt.

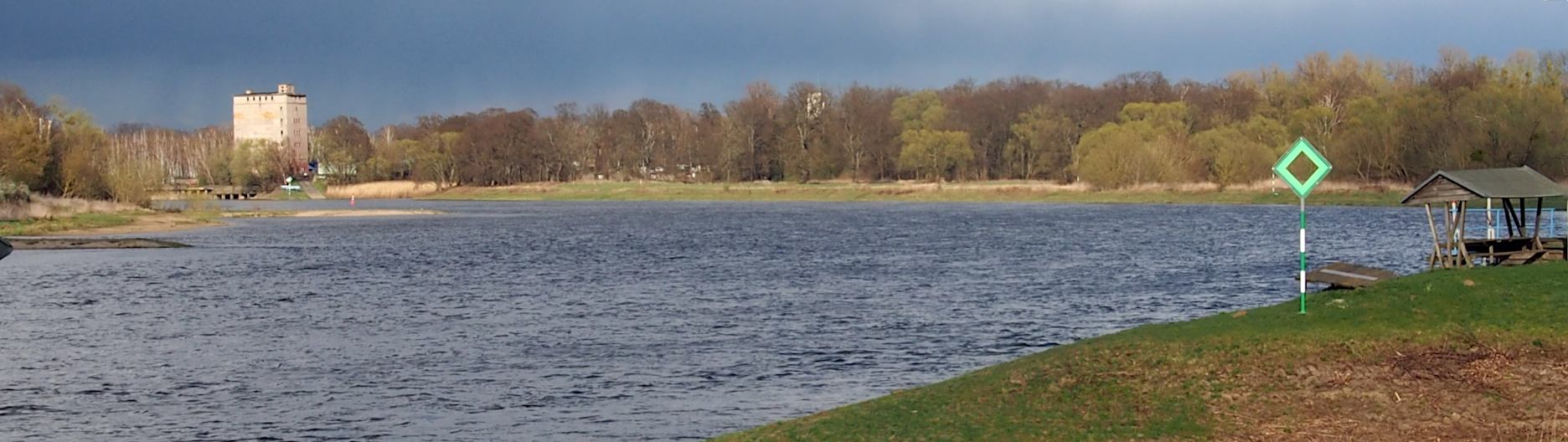
Sicht vom Leopoldshafen beim Kornhaus zum Wallwitzhafen